# Илија М. Петровић
Илија М. Петровић је рођен 13. јула 1895. године у Београду, као најстарије од петоро деце Данице (рођене Јанковић из Свилајнца) и Михајла Петровића, царинског ревизора и оснивача београдског Удружења трговачке омладине. Као петнаестогодишњак, 1910. године, написао је прву сатиричну песму којом је исмејао чувеног професора математике Петра Типа и у листу „Трибуна“ објавио је прву причу „Мачка чика Стевина“. После матуре, запослио се као манипулативни чиновник у Првостепеном суду у Београду. Као учитељ је почео да ради 1915. године у селу Горња Белица (Македонија). 
Због преписке са кумом Јевремом Жујовићем из Женеве у којој је оцрнио непријатеља, завршио је у мађарском концентрационом логору Болдогасоњ, одакле је неколико пута (безуспешно) покушавао да побегне, али га је тек ујак Драгутин као фабричког радника преместио у Будимпешту.
По њему је названа Народна библиотека „Илија М. Петровић” Пожаревац.

### Часопис Дан
Покренуо је часопис „Дан“ – први послератни новосадско-београдски књижевни часопис за „литературу и културне проблеме“ (1. јуна 1919. године) који је на тлу Србије и Војводине, први дао нове смернице савременој српској књижевности. Први сарадници часописа били су истакнути писци међуратне генерације: Иво Андрић, Станислав Винавер, Милош Црњански, Жарко Васиљевић, Аница Савић и многи други. После неколико објављених бројева, уредништво је предао свом нераздвојном пријатељу Милошу Црњанском. Те исте године је као стипендиста Министарства просвете, из Трста отпловио за Њујорк паробродом „Председник Вилсон“.

### Америка
У Америку је отишао пун наде у обећану земљу, да би га већ пред „Кипом слободе“ дочекало разочарање, јер наши студенти нису прихваћени онако како су се надали. Заведен лажним обећањима извесне докторке Мортон, доживео је у Америци разноразна понижавања. Поред тешког рада, почео је да студира енглески језик и литературу на Универзитету (Колумбија) где су се према њему сви понашали као према странцу, без имало присности и поверења. У својој књизи „ Они који не осташе овде“ описао је тежак положај и статус наших људи у Америци. Својој сестри Јелици је у писму (30. новембра 1922. године) између осталог разочаран написао: „ О, кад помислим само како смо безграничне наивчине сви ми, како ми метанишемо свакој моралној и умној пропалици која се из ма каквог разлога довуче са Запада до нас! Ако се жив вратим, цео ћу свој живот посветити томе да научим нас саме како да поштујемо сами себе и да усавршавамо сами себе, не тражећи и не очекујући ништа, а најмање какву милост одавде...“
После једногодишњег слушања предавања на Тринити колеџу у Хатфорду (1919-1920) године прешао је на филозофски факултет у Вашингтону где је у јуну 1923. године постао помоћник библиотекара Парламента (College Study, Columbia Universitety). Поред овог посла, Илија је радио и као коресподент за енглески и српски језик код Дарлтона Костика, био је секретар Роберта Дебриса у Народном позоришту и месец дана је сарађивао са „Union Social Centre".
У то време, почео је да пише писма у форми есеја и да их објављује у часопису „Нова Европа“, где је описивао појединости тешкоће живота наших студената, социјализам и све заблуде о Америци које су наши људи имали. Поред разних превода чувених енглеских песника, објавио је више својих песама у страним (The Trinity Chapbook) и у нашим часописима.
После завршеног дипломског рада 1923. године, добио је титулу „Master of Arts“ и почео је да пише дисертацију „Утицај енглеске књижевности на америчку“, да би тек касније сазнао да је таква тема већ описана. Није имао среће ни са следећом темом „ О Лорду Бајрону у свету“ јер се испоставило да је студија и о томе већ написана... Када се вратио кући 1925. године, почео је да припрема докторску дисертацију „ Лорд Бајрон код Југословена“.
Илија се по повратку из Америке, у априлу 1925. године, оженио са Видосавом Стојановић из Београда, са којом је добио 3 ћерке (Иванка, Мица и Дана). Добио је запослење као приправник у Народној библиотеци Србије, одакле је 1927. године прешао на рад у Министарство просвете, где је прво био писар а касније секретар.
Поново одлази у Америку 1928. године као секретар Министарства просвете да би проучавао тадашње школство. Започео је сарадњу са „Српским књижевним гласником“ где је објавио неколико есеја и приказа о америчким писцима. Више од свега, Илија је био репортер, путописац, оштро новинарско перо, чије око је могло критички да сагледа најдубља друштвена зла. Писао је о савременој америчкој поезији, о позоришту, музици и сликарству у Америци. Желео је да представи нашим читаоцима низ познатих и мање познатих енглеских и америчких књижевника: Бајрона, Поа, Марк Твена, Џек Лондона, О’Хенрија, Драјзера, Вулфа, О’Нила, Фроста... Поред разноразних поетских превода, превео је и О’Хенријеве „ Њујоршке приче“ и Драјзеровог „Генија“.

### Повратак кући
По повратку из Америке, почиње да показује свој опозициони став према тадашњем режиму, због чега му је био онемогућен даљи рад у Министарству просвете и на Београдском Универзитету. Поставили су га на радно место суплента Друге мушке гимназије (1929. године), а 1930. године је изненада премештен у Велику Кикинду, где се изреволтиран, није ни јавио на дужност. 
На свој захтев, а да би се склонио од својих непријатеља, 1930. године почео је да ради као професор у пожаревачкој гимназији. Истакао се са радом у литерарној дружини „Развитак“ и радничкој уметничкој групи „Чича Илија“ где је режирао неколико позоришних комада. Због тих залагања, запостављао је професорске дужности и због тога су га из Министарства просвете кажњавали. Док је радио као професор у Пожаревцу, допринео је да средњошколци боље схвате не само књижевност, већ и политичке догађаје у свету и земљи. Пошто није био претерано обазрив, пожаревачка полиција је убрзо сазнала за његов рад, обавестила директора Гимназије и школска и полицијска власт је забранила Илији контакт са старијим разредима и ускратили право да руководи литералном дружином „Развитак“. Међутим, он је упркос томе, наставио да одржава нелегалне састанке са својим ђацима.
Када је почетком лета 1935. године образована ћелија КПЈ у Пожаревцу, Илија је постао секретар и одважно се прихватио посла и активирао. Организовање и појављивање на збору у Пожаревцу, полиција му никад није опростила. Вечито у сукобу са државним системом, отеран је рано у пензију, само да би га држали што даље од младих генерација које су га поштовале. Жеља да буде педагог, да васпитава младе генерације у духу самопоштовања, да их упућује у живот, вечито га је водила. Волео је људе и поштовао, иако су га често разочаравали. Његова потреба да свету увек треба рећи истину, да треба подстаћи прогрес, угушити конзерватизам, бацити старе окове, га је често уваљивала у невоље и неразумевање. Због тога се сукобљавао са својим колегама, директором пожаревачке гимназије, сарадницима, друговима... За оне који га нису волели, имао је обичај да каже: „Шта могу и они су тешки мени!“
Илијин рад у Пожаревцу је најплоднији у његовом стварању. Објављује своје животно дело које је требало да му буде докторска дисертација „Лорд Бајрон код Југословена“ за које је Исидора Секулић рекла да је једна од најбољих студија о великом песнику романтизма. На жалост, ова студија није прихваћена као докторска дисертација и тек је у потпуности публикована 1989. године у издању Института за књижевност и уметност у Београду и Центра за културу у Пожаревцу. Због критике студије др Богдана Поповића, дошао је у сукоб са браћом Поповић (који су тада држали Катедру за предратну књижевност) и његова докторска дисертација је одбијена без неког адекватног образложења. Био је бојкотован и као научни радник и као књижевник.
У Београду, 13. јануара 1937. Године, Илија је ухапшен са групом другова (др Воја Дулић, Милан Богдановић, Бата Лазаревић...) и одведен у злогласну београдску „Главњачу“ због свог револуционарног рада, где је данима тучен и злостављан. После скоро пола године ислеђивања, суђење је почело 13. јуна 1937. године и због недостатка доказа, пуштен је заједно са осталима из затвора, али га је код куће дочекало решење Београдског управног суда о отказу са места професора Гимназије због комунистичке пропаганде.

### Друг Тринаести
Звишком партизанском покрету команданта Вељка Дугошевића, прикључио се 13. септембра 1941. године. У партизанима је показао максималну савесност и енергичност и своје задатке је савесно извршавао, упркос свом слабом виду. У његовој биографији има доста нерасветљених места. Желео је да га другови зову „Друг ТРИНАЕСТИ“, али нико није засигурно знао зашто. Симболика броја тринаест била му је блиска, јер га живот није мазио. Његов вод је, због издаје четника, ухапшен и предат Немцима, а он је као „ретка комунистичка зверка“ одведен на „Бањицу“, мучен и испитиван, није одао ниједну тајну и тиме себи изрекао смртну казну. У „Бањици” је провео последња 64 дана свог живота. 
Илија М. Петровић, тај вечити борац за правду и истину, интелектуалац авантуристичког духа, стрељан је 5. марта 1942. године у Јајинцима, у групи од 200 бањичких логораша из собе смрти. За време свог релативно кратког живота, који није трајао ни педесет година, оставио нам је вредно и обимно наслеђе, које још увек није у потпуности сређено ни прикупљено, а још мање критички оцењено и вредновано.
Често омаловажаван од својих колега, тај човек бунтовног духа, увек спреман на борбу, оштар али праведан, поштен и доследан својим принципима, пре свега песник (веровао је да су стихови делотворнији од прозе јер се човеку урезују у душу), ипак је успео да остави траг иза себе. Разни, по обиму мањи књижевни радови Илије М. Петровића, објављивани су по разним часописима и листовима: „Нова Европа“, „Обзорје“, загребачки „Савременик“, „Живот и рад“, „Мисао“, „Воља“, „Критика“, „Наша стварност“... У сарадњи са Д. Тежаком 1928. године, Илија је приредио и лексикон личности „Ко је ко у Југославији, чији су издавачи били „Југословенски годишњак“ (Београд) и „Нова Европа“ (Загреб). Тежња ка писању и литератури уопште, остала је његова непотпуно остварена жеља – од прве приче из школских дана „Мачка чика Стевина“ до драме „Господарев зет“ која никад није била изведена, од првих стихова у гимназијској клупи до једине збирке песама „ Борци и бегунци“, објављеној у туђини.